# Maurice (évêque de Londres)
Pour les articles homonymes, voir Maurice.
Maurice († fin septembre 1107), évêque de Londres de 1085 à 1107, fut l'un des chapelains de Guillaume le Conquérant et son chancelier.

## Biographie
Maurice est d'origine obscure, mais il est assez probable qu'il soit d'origine normande, et très probable qu'il vienne du continent. Il est mis en place à la fonction d'archidiacre du Mans probablement au moment de la campagne militaire menée dans le comté du Maine par le duc de Normandie Guillaume le Bâtard (plus tard le Conquérant), en 1063. Après la conquête normande de l'Angleterre (1066-1071), il entre au service royal. Il est le chancelier de Guillaume le Conquérant de 1078 à 1085, et joue donc un rôle central dans son gouvernement. En tant que chancelier, il surveille la production d'actes et de chartes royales. Il sera dit plus tard que Ranulf Flambard servait sous son autorité en tant que gardien du sceau royal. Il était donc probablement alors son protégé.
Comme il le fait avec chacun de ses plus fidèles serviteurs, Guillaume le Conquérant le nomme à la tête d'un évêché. Il obtient le siège épiscopal de Londres durant la cour de Noël 1085 qui se tient à Gloucester. Comme beaucoup d'autres aspirants évêques de cette période, Maurice n'était pas encore entré dans les ordres à ce moment-là. Il est donc ordonné prêtre peu de temps avant sa consécration.

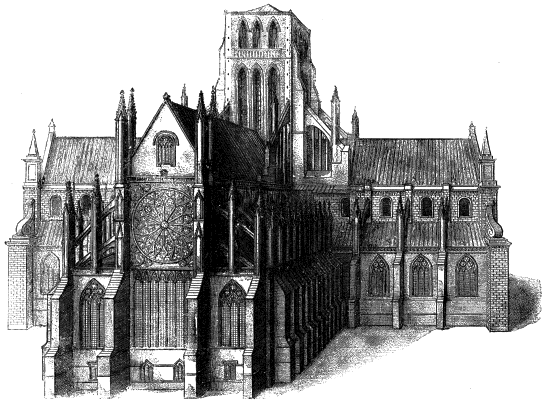
La cathédrale dont Maurice lance la construction en 1087. Elle est détruite dans le grand incendie de Londres de 1666.

La cathédrale anglo-saxonne Saint-Paul de Londres est entièrement brûlée dans un incendie en juin 1087. Il entreprend donc d'en construire une nouvelle qui soit un magnifique bâtiment d'art normand. En bon gestionnaire, il réorganise le chapitre cathédral et augmente les ressources temporelles de son église. Cela est rendu nécessaire par sa volonté de faire construire une cathédrale somptueuse et d'y adjoindre un chapitre élargi. La réorganisation des chapitres cathédraux semble de toute façon avoir été une constante avec l'arrivée des évêques normands. Il installe donc trente chanoines séculiers dont un doyen à leur tête, ainsi que quatre archidiacres. Chacun d'eux se voit confier une prébende, source personnelle de revenus. Sur le plan religieux, Maurice n'apporte pas de modification particulière, et respecte même les traditions anglo-saxonnes.
Sur le plan politique, Maurice est connu pour avoir oint et couronné Henri Ier d'Angleterre à Westminster le 5 août 1100, soit seulement trois jours après la mort accidentelle de son frère Guillaume le Roux.
Maurice a la réputation d'un habile administrateur et d'un évêque appliqué. Néanmoins, Guillaume de Malmesbury fit de lui le portrait d'un homme libertin et coureur de jupons. D'après le chroniqueur, Maurice justifiait ses activités sexuelles comme étant prescrite par son médecin et essentielles à sa santé,. Il meurt à la fin du mois de septembre 1107. La cathédrale est achevée bien après sa mort.

### Sources
- Falko Neininger, « Maurice (d. 1107) », Oxford Dictionary of National Biography, Oxford University Press, 2004.
- « Maurice of London », Christopher Tyerman, Who's Who in Early Medieval England, 1066-1272, Shepheard-Walwyn, 1996 (ISBN 0856831328).